# Thủy điện Thượng Kon Tum
Thủy điện Thượng Kon Tum là công trình thủy điện xây dựng có hồ nước trên dòng Đăk Snghé tại vùng đất xã Đăk Kôi huyện Kon Rẫy và xã Đăk Tăng huyện Kon Plông, nhà máy nằm trên sông Đăk Lô tại xã Đăk Tăng và Ngok Tem của huyện Kon Plông tỉnh Kon Tum, Việt Nam .
Thủy điện Thượng Kon Tum có công suất 220 MW với 2 tổ máy, sản lượng điện hàng năm 1094 triệu KWh, khởi công tháng 9/2009  dự kiến hoàn thành cuối năm 2020 với tổng vốn đầu tư là 9400 tỉ đồng.
Đường hầm dẫn nước dài 20 km, cột nước lớn nhất cao 937 m tạo ra công suất phát lớn .
Lúc khởi công thì nhà thầu Trung Quốc được chọn theo giá rẻ nhất, nhưng thi công thì đội giá và kéo dài và đến cuối năm 2014 nhà thầu này bỏ cuộc. Đến cuối năm 2015 đã thay đổi nhà thầu thi công . Đến tháng 9/2017 công trình được nói là đang "Nỗ lực đẩy nhanh tiến độ - vực dậy niềm tin, hướng đến ngày chạm đích" , dự kiến là năm 2018.
Tiếp đó đến gần cuối tháng 10/2019 dự án mới tổ chức lễ thông hầm kỹ thuật tuyến năng lượng dài gần 17 km, tại xã Ngọc Tem, và dự kiến phát điện thương mại vào tháng 3/2020.

## Tác động môi trường
Thủy điện Thượng Kon Tum là công trình bậc một trong hệ thống bậc thang thủy điện của sông Sê San. Tuy nhiên nước từ hồ chứa dẫn qua đường hầm dài 20 km tới nhà máy phát điện, rồi xả sang dòng Đăk Lô thuộc lưu vực sông Trà Khúc. Sự việc này dẫn đến phá hoại cảnh quan môi trường, đặc biệt là thiếu nước cho dòng Đăk Bla và được xếp vào danh sách các "thủy điện ngược đời" .

## Đăk Snghé
Đăk Snghé, một số văn liệu viết là Đăk Nghé, là suối thượng nguồn chính của dòng Đăk Bla. Đăk Snghé bắt nguồn từ vùng núi phía bắc xã Măng Buk huyện Kon Plông 14°56′57″B 108°9′4″Đ / 14,94917°B 108,15111°Đ, chảy về hướng gần nam.
Tại vùng giáp nhau giữa xã Đăk Ruồng và xã Tân Lập huyện Kon Rẫy Đăk Snghé hợp với dòng Đăk Pơ Ne tạo thành sông Đăk Bla 14°27′47″B 108°10′59″Đ / 14,46306°B 108,18306°Đ đổ ra sông Sê San, một phụ lưu của sông Mekong.

## Kỷ lục Việt Nam và Kỷ lục Đông Nam Á
Tính đến năm 2018 đường hầm dẫn nước dài 20 km là kỷ lục Đường hầm dẫn nước thủy điện dài nhất Việt Nam và Đông Nam Á.
Có 02 giếng đứng: 01 Giếng đứng đường kính 3,6m sâu 278m Và 01 Giếng đứng đường kính 7,6m sâu 256m.

## Chỉ dẫn
1. ↑  Trong tiếng các dân tộc thuộc nhóm ngôn ngữ Môn-Khmer ở Tây Nguyên và trong tiếng Việt cổ (trước thế kỷ 16, xem Chữ Nôm) thì đăk đã có nghĩa là nước, sông, suối, còn krông nghĩa là sông.
Đăk Lô là tên theo Bản đồ tỷ lệ 1:50.000 tờ D-49-25B, Cục Đo đạc và Bản đồ (2004), và một số văn liệu. Một số văn liệu khác viết là Đăk Lò.